# Dorf an der Pram
Dorf an der Pram  ist eine Gemeinde in Oberösterreich im Bezirk Schärding im Innviertel mit 1095 Einwohnern (Stand 1. Jänner 2024). Die Gemeinde liegt im Gerichtsbezirk Schärding.

## Geografie
Dorf an der Pram liegt auf 395 m Höhe im Innviertel. Die Ausdehnung beträgt von Nord nach Süd 4,9 km, von West nach Ost 5,3 km. Die Gesamtfläche beträgt 12,6 km². 7,9 % der Fläche sind bewaldet, 80,2 % der Fläche sind landwirtschaftlich genutzt.

### Gemeindegliederung
Das Gemeindegebiet umfasst folgende 23 Ortschaften (in Klammern Einwohnerzahl Stand  1. Jänner 2024):
- Altmannsdorf (0)
- Augendobl (28)
- Außerjebing (37)
- Dorf (260)
- Großreiting (115)
- Habetswohl (41) samt Friedwang
- Hinterndobl (54) samt Wilflingsedt
- Kleinreiting (30)
- Kumpfmühl (84)
- Lohndorf (7)
- Mitterjebing (20)
- Mundorfing (41)
- Natzing (11)
- Obernparz (8)
- Parting (27)
- Pimingsdorf (177)
- Roiding (6)
- Schacha (23)
- Schatzdorf (54)
- Stögen (21) samt Wielanden
- Thalling (16)
- Vorderndobl (7)
- Weigljebing (28)

Die Gemeinde besteht aus den Katastralgemeinden Dorf und Hinterndobl.

### Nachbargemeinden
|                              | Riedau                                      |               |
| Taiskirchen im Innkreis (RI) | Kompassrose, die auf Nachbargemeinden zeigt | Kallham (GR)  |
|                              | Pram (GR)                                   | Wendling (GR) |

## Geschichte
Der Ort Dorf wurde erstmals in einer Urkunde aus dem Jahre 1371 erwähnt und lag damals im Bereich des Sitzes der Auckentobler (heute: Ortschaft Augendobl), welche wiederum den Herren von Schaunberg untertan waren. 1481 wurde durch Sigmund Auckhentobler in Dorf eine Kapelle zu Ehren des heiligen Wolfgang erbaut und 1501 als Filialkirche geweiht.
Das Gebiet war kirchlich Teil der Pfarre Taiskirchen im Innkreis, gehörte aber landesrechtlich nicht wie damals große Teile des Innviertels zu Bayern, sondern zum Habsburgerreich. In der Zeit der Reformation und Gegenreformation im 16. und 17. Jahrhundert nutzten die Jörger von Tollet ihre Position als Inhaber der Herrschaft Erlach, um dem Protestantismus in dieser Gegend zu wesentlichen Fortschritten zu verhelfen. Zu den Vogtpfarren von Erlach zählte etwa Dorf an der Pram, das auch von evangelischen Gläubigen aus dem angrenzenden Bayern häufig besucht wurde, obwohl dies von den bayerischen Behörden aktiv bekämpft wurde.

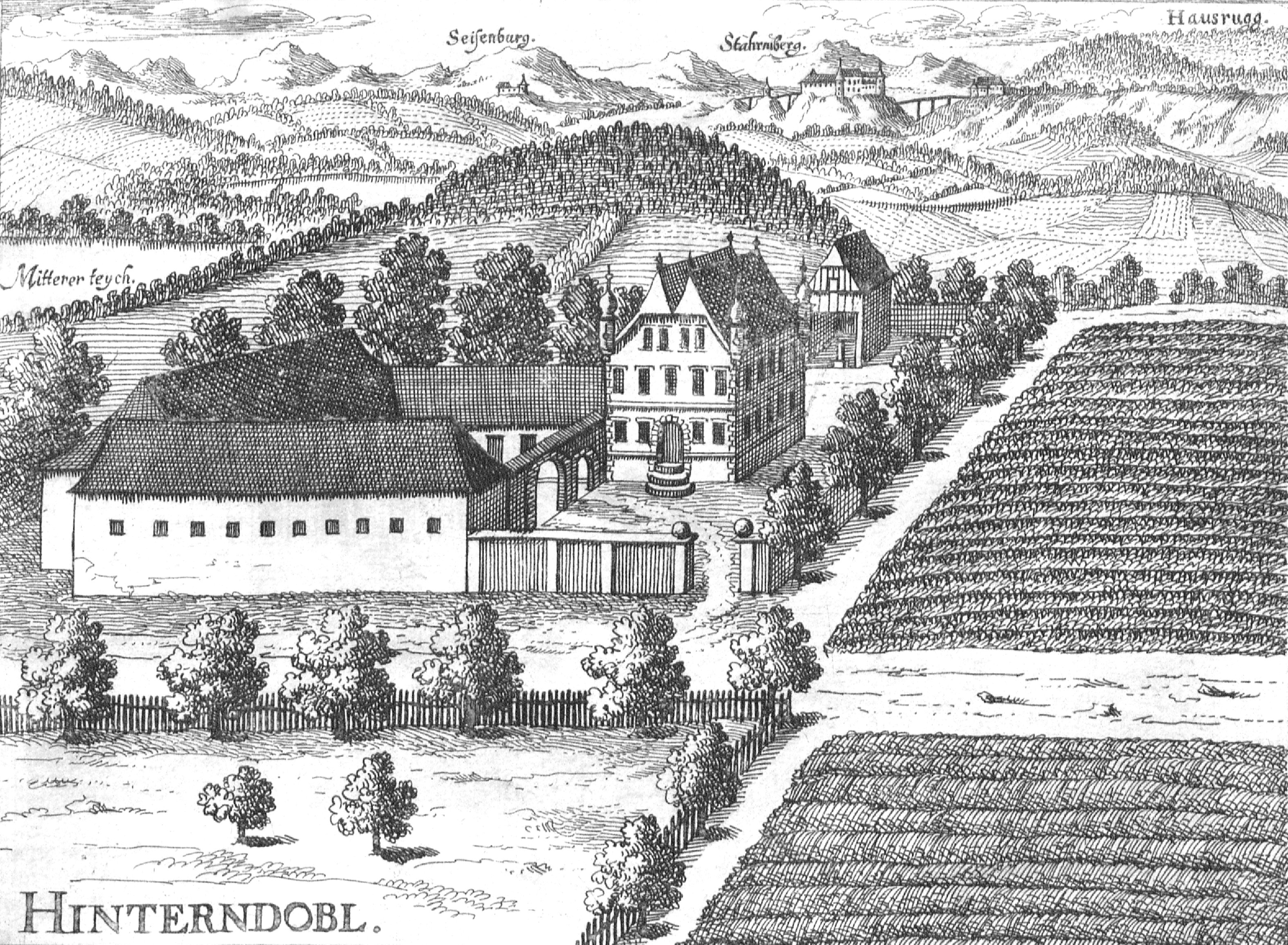
Schloss Hinterndobl nach Georg Matthäus Vischer um 1674

Um 1560 wurde der adelige Sitz Hinterndobl errichtet (heute Gasthof Bräu), auf welchem der Bauernführer Achaz Willinger von der Au (1626) lebte. Dieses Gebäude ist heute eine Bauernkriegsgedenkstätte.
Im Jahre 1680 wurde Dorf eine eigenständige Pfarre und mit diesem Jahre begannen auch die
Matrikelbücher.
Während der Napoleonischen Kriege kurz kgl. bayrisch, gehört der Ort seit 1814 endgültig zu Österreich ob der Enns.
Seit 1969 hat die katholische Pfarre Dorf an der Pram keinen eigenen Priester mehr am Ort. Derzeit wird die Pfarre von Riedau aus mitbetreut.
Ein besonderes ehrgeiziges Projekt der Gemeinde war 1998 die Errichtung der Nahwärme Dorf an der Pram, bei dem elf Personen gemeinsam den Neubau einer Hackschnitzelheizung verwirklichten.
Ebenfalls 1998 wurde das neue Gemeinde-Amtsgebäude in Betrieb genommen. Es wurde 1999 offiziell seiner Bestimmung übergeben.
2001 wurde das neue Kindergartengebäude und Probelokal feierlich der Bestimmung übergeben. Bis Ende 2002 gehörte die Gemeinde zum Gerichtsbezirk Raab, nach dessen Auflösung wurde sie dem Gerichtsbezirk Schärding zugewiesen.

### Einwohnerentwicklung
Seit einem Tiefstand von 901 Einwohnern im Jahr 1961 steigt die Bevölkerungszahl konstant. Die seit 1981 negative Wanderungsbilanz wird durch eine positive Geburtenbilanz aufgehoben.

## Kultur und Sehenswürdigkeiten

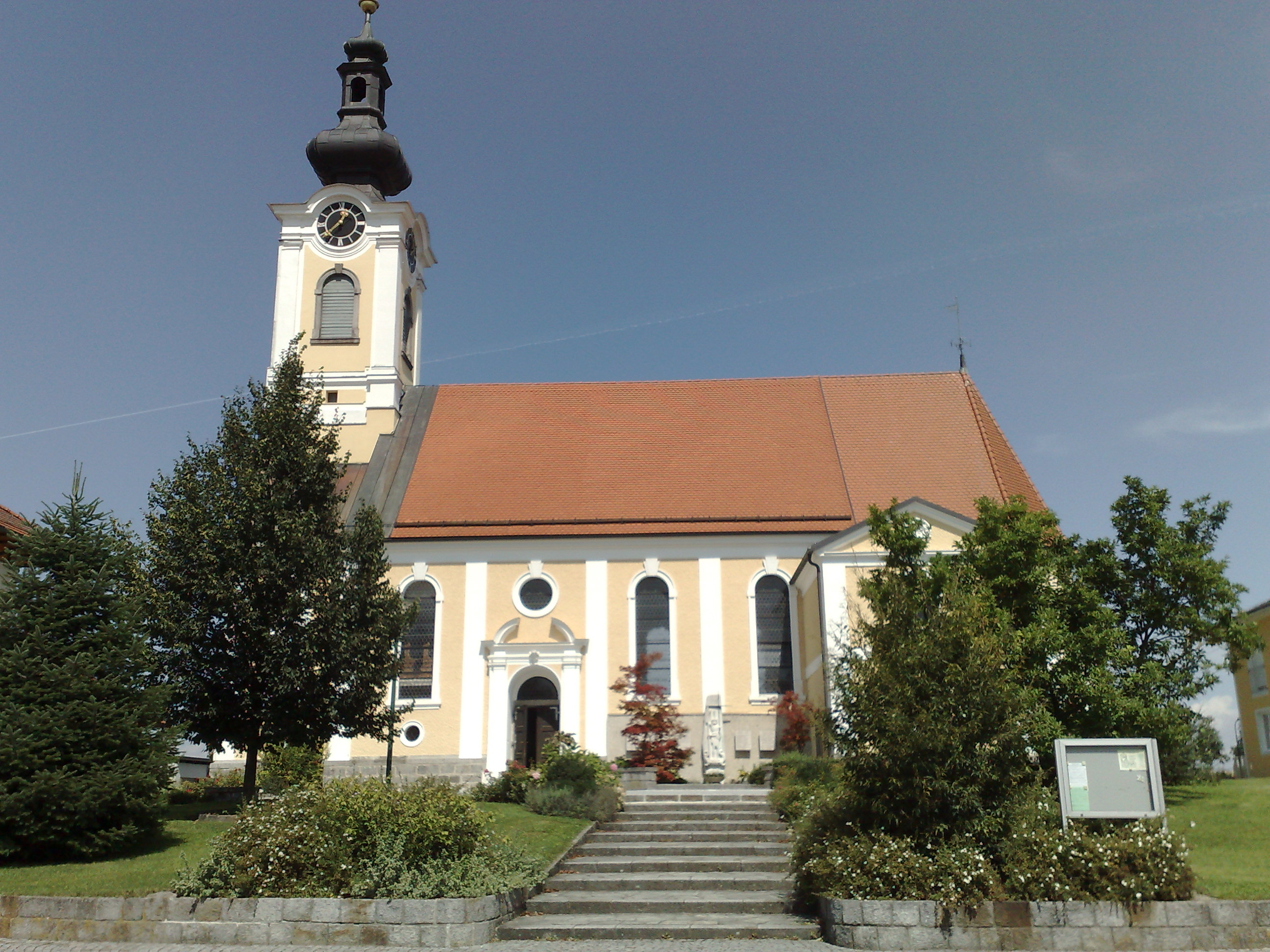
Kath. Pfarrkirche hl. Wolfgang in Dorf

- Pfarrkirche Dorf an der Pram
- Filialkirche Kumpfmühl
- Filialkirche Natzing

### Musik
- Musikverein Dorf (Blasmusik)
- Kirchenchor Dorf

## Wirtschaft und Infrastruktur

### Verkehr
Durch das Gemeindegebiet von Dorf an der Pram führt die Bahnstrecke Wels–Passau; die Haltestelle Kumpfmühl liegt im Gemeindegebiet.

### Öffentliche Einrichtungen
- Gemeinde- und Pfarrbibliothek
- Kindergarten
- Volksschule

## Politik

### Gemeinderat
Der Gemeinderat hat insgesamt 13 Mitglieder.
- Mit den Gemeinderats- und Bürgermeisterwahlen in Oberösterreich 2021 hat der Gemeinderat folgende Verteilung: 9 ÖVP, 2 FPÖ und 2 SPÖ.[5]

### Bürgermeister
- 1850–1858 Mathias Zellinger
- 1858–1861 Mathias Haidl
- 1861–1864 Johann Mühlböck
- 1864–1870 Paul Gurtner
- 1870–1873 Johann Mühlbök
- 1873–1874 Josef Mössenback
- 1874–1875 Josef Arnetsberger
- 1875–1876 Johann Mössenböck
- 1876–1879 Michael Hintermaier
- 1879–1882 Gottfried Schatzl
- 1882–1894 Franz Pichler
- 1894–1903 Michael Hörmanseder
- 1903–1907 Johann Mühlböck
- 1907–1910 Jakob Doberer
- 1910–1912 Karl Greifeneder
- 1912–1919 Matthias Stelzhammer
- 1919–1924 Josef Huemer
- 1924–1933 Josef Petershofer
- 1933–1942 Josef Huemer
- 1942–1945 Rudolf Doberer
- 1945–1949 Matthias Stelzhammer
- 1949–1973 Johann Mössenböck
- 1973–1979 Franz Dornhofer
- 1979–2003 Franz Hansbauer
- 2003–2020 Karl Einböck (ÖVP)
- seit 2020 Thomas Ahörndl (ÖVP)[6]

### Wappen
Blasonierung: Über goldenem Dreiberg in Rot zwei silberne, abgewendete, steigende Fische. Die Gemeindefarben sind Rot-Gelb-Rot.
Das Gemeindewappen der Gemeinde Dorf an der Pram geht auf das Familienwappen des Adelsgeschlechtes der Auckhentobler zurück, welches heute noch das Schiff der Pfarrkirche mit der Jahreszahl 1481 ziert.

## Persönlichkeiten

### Ehrenbürger der Gemeinde
- Franz Hansbauer, ehemaliger Bürgermeister